# Tuyến vòng (tàu điện ngầm Đài Bắc)
Tuyến Vòng hoặc Vàng (mã Y) (tiếng Trung: 環狀線) là tuyến tàu điện ngầm được quản lý bởi Tàu điện ngầm Đài Bắc. Giai đoạn đầu của dự án bao gồm đoạn từ khu công nghiệp Tân Bắc đến Đại Bình Lâm và dài xấp xỉ 15,4 km (9,6 mi) với 14 nhà ga. Đoạn đầu tiên đã được mở cửa vào 31 tháng 1 năm 2020. Hitachi Rail Italy cung cấp 17 đoàn tàu 4 toa sức chứa trung bình cho tuyến.

## Cấu trúc
Hitachi Rail STS cung cấp thiết bị cơ điện cho tuyến này, bao gồm công nghệ không người lái và tín hiệu vô tuyến CBTC. Đại Bình Lâm, là nhà ga dưới lòng đất duy nhất của tuyến, được xây dựng bởi RSEA Engineering Corporation và sử dụng phương thức đào hở.
Giai đoạn 1 của công trình chính thức động thổ vào ngày 11 tháng 7 năm 2011 với đoạn đi trên cao dài 6,3 km (3,9 mi) giữa Trung Hòa và Bản Kiều. Chi phí cho đoạn này 13.7 tỉ NT$, trong giai đoạn đầu toàn tuyến dài 15,4 km (9,6 mi) với dự tính chi phí 54.7 tỉ NT$ để xây dựng.

## Danh sách nhà ga
(Tên của những nhà ga chưa mở cửa đã được xác nhận)
| Giai đoạn                                        | Mã  | Tên ga                      | Tiếng Hoa    | Quận                                                                 | Ghi chú |
| ------------------------------------------------ | --- | --------------------------- | ------------ | -------------------------------------------------------------------- | --- |
| ↓Nối đến Tam Trương Lê (sẽ tạo thành “vòng”)↑    |     |                             |              |                                                                      | |
| Đoạn phía Nam                                    | Y01 | vườn thú Đài Bắc            | 動物園       | Văn Sơn                                                              | Lên kế hoạch làm ga chuyển đổi cho Tuyến Văn Hồ, Cáp treo Miêu Không (bên ngoài nhà ga), và Đường sắt nhẹ Thâm Khanh (bên ngoài nhà ga) |
| Đoạn phía Nam                                    | Y02 | Đại học quốc gia Đại Chính  | 政大         | Văn Sơn                                                              | |
| Đoạn phía Nam                                    | Y03 | Văn phòng quận Văn Sơn      | 文山區公所   | Văn Sơn                                                              | |
| Đoạn phía Nam                                    | Y04 | Mã Minh Đàm                 | 馬明潭       | Văn Sơn                                                              | |
| Đoạn phía Nam                                    | Y05 | Câu Tử Khẩu                 | 溝子口       | Văn Sơn                                                              | |
| Đoạn phía Nam                                    | Y06 | Bảo Đẩu Thố                 | 寶斗厝       | Tân Điếm                                                             | |
| Giai đoạn 1/ Đoạn phía Tây                       | Y07 | Đại Bình Lâm                | 大坪林       | Tân Điếm                                                             | Chuyển đổi đến Tuyến Tùng Sơn-Tân Điếm                                                                                                  |
| Giai đoạn 1/ Đoạn phía Tây                       | Y08 | Thập Tứ Trương              | 十四張       | Tân Điếm                                                             | Lên kế hoạch kết nối với Ⓚ Đường sắt nhẹ An Khanh                                                                                       |
| Giai đoạn 1/ Đoạn phía Tây                       | Y09 | Cầu Tú Lãng                 | 秀朗橋       | Trung Hòa                                                            | |
| Giai đoạn 1/ Đoạn phía Tây                       | Y10 | Cảnh Bình                   | 景平         | Trung Hòa                                                            | |
| Giai đoạn 1/ Đoạn phía Tây                       | Y11 | Cảnh An                     | 景安         | Trung Hòa                                                            | Chuyển đổi đến Tuyến Trung Hòa-Tân Lô                                                                                                   |
| Giai đoạn 1/ Đoạn phía Tây                       | Y12 | Trung Hòa                   | 中和         | Trung Hòa                                                            | Lên kế hoạch kết nối với Tuyến Vạn Đại-Trung Hòa-Thụ Lâm                                                                                |
| Giai đoạn 1/ Đoạn phía Tây                       | Y13 | Kiều Hòa                    | 橋和         | Trung Hòa                                                            | |
| Giai đoạn 1/ Đoạn phía Tây                       | Y14 | Trung Nguyên                | 中原         | Trung Hòa                                                            | |
| Giai đoạn 1/ Đoạn phía Tây                       | Y15 | Bản Tân                     | 板新         | Bản Kiều                                                             | |
| Giai đoạn 1/ Đoạn phía Tây                       | Y16 | Bản Kiều                    | 板橋         | Bản Kiều                                                             | Chuyển đổi đến Tuyến Bản Nam (bên ngoài nhà ga), TRA, và THSR                                                                           |
| Giai đoạn 1/ Đoạn phía Tây                       | Y17 | Tân Bộ Dân Sinh             | 新埔民生     | Bản Kiều                                                             | Chuyển đổi đến Tuyến Bản Nam tại Tân Bộ (bên ngoài nhà ga)                                                                              |
| Giai đoạn 1/ Đoạn phía Tây                       | Y18 | Đầu Tiền Trang              | 頭前庄       | Tân Trang                                                            | Chuyển đổi đến Tuyến Trung Hòa-Tân Lô                                                                                                   |
| Giai đoạn 1/ Đoạn phía Tây                       | Y19 | Hạnh Phúc                   | 幸福         | Tân Trang                                                            | |
| Giai đoạn 1/ Đoạn phía Tây                       | Y20 | khu công nghiệp Tân Bắc     | 新北產業園區 | Tân Trang                                                            | Chuyển đổi đến A Sân bay Đào Viên MRT                                                                                                   |
| Đoạn phía Bắc                                    | Y21 | Trung tâm triển lãm Tân Bắc | 工商展覽中心 | Ngũ Cổ                                                               | |
| Đoạn phía Bắc                                    | Y22 | Canh Liêu                   | 更寮         | Ngũ Cổ                                                               | |
| Đoạn phía Bắc                                    | Y23 | Trung Lộ                    | 中路         | Lô Châu                                                              | |
| Đoạn phía Bắc                                    | Y24 | trung học Từ Hối            | 徐匯中學     | Lô Châu                                                              | Lên kế hoạch kết nối với Tuyến Trung Hòa-Tân Lô                                                                                         |
| Đoạn phía Bắc                                    | Y25 | Phần Tử Vĩ                  | 分子尾       | Tam Trọng                                                            | Lên kế hoạch kết nối với Đường sắt nhẹ Ngũ Cổ-Thái Sơn                                                                                  |
| Đoạn phía Bắc                                    | Y26 | Cầu Trùng Dương             | 重陽橋       | Tam Trọng                                                            | |
| Đoạn phía Bắc                                    | Y27 | Shezi                       | 社子         | Sỹ Lâm                                                               | Lên kế hoạch kết nối với Tuyến Xã Tử |
| Đoạn phía Bắc                                    | Y28 | Phúc Đức Dương              | 福德洋       | Sỹ Lâm                                                               | |
| Đoạn phía Bắc                                    | Y29 | Sỹ Lâm                      | 士林         | Sỹ Lâm                                                               | Lên kế hoạch kết nối với Tuyến Đạm Thủy-Tín Nghĩa                                                                                       |
| Đoạn phía Bắc                                    | Y30 | Lâm Tử Khẩu                 | 林子口       | Sỹ Lâm                                                               | |
| Đoạn phía Bắc                                    | Y31 | Bảo tàng Cố cung Quốc gia   | 故宮博物院   | Sỹ Lâm                                                               | |
| Đoạn phía Bắc                                    | Y32 | đường Kiếm Nam              | 劍南路       | Trung Sơn                                                            | |
| Đoạn phía Đông                                   | Y33 | Hạ Tháp Du                  | 下塔悠       | Trung Sơn                                                            | |
| Đoạn phía Đông                                   | Y34 | Châu Tử                     | 洲子         | Nội Hồ                                                               | |
| Đoạn phía Đông                                   | Y35 | Khu công nghệ Nội Hồ        | 內湖科技園區 | Nội Hồ                                                               | |
| Đoạn phía Đông                                   | Y36 | Công viên Thụy Quang        | 瑞光公園     | Nội Hồ                                                               | |
| Đoạn phía Đông                                   | Y37 | Phùng Liễu                  | 馮繚         | Nội Hồ                                                               | |
| Đoạn phía Đông                                   | Y38 | Cựu Lý Tộc                  | 舊里族       | Nội Hồ                                                               | Lên kế hoạch kết nối với Tuyến Dân Thân-Tịch Chỉ                                                                                        |
| Đoạn phía Đông                                   | Y39 | Tùng Sơn                    | 松山         | Tùng Sơn                                                             | Lên kế hoạch kết nối với Tuyến Tùng Sơn-Tân Điếm (bên ngoài nhà ga), và TRA                                                             |
| Đoạn phía Đông                                   | Y39 | Tùng Sơn                    | 松山         | Tín Nghĩa                                                            | Lên kế hoạch kết nối với Tuyến Tùng Sơn-Tân Điếm (bên ngoài nhà ga), và TRA                                                             |
| Đoạn phía Đông                                   | Y40 | Vĩnh Xuân                   | 永春         | Lên kế hoạch kết nối với Tuyến Bản Nam                               | |
| Đoạn phía Đông                                   | Y41 | núi Tượng                   | 象山         | Lên kế hoạch kết nối với Tuyến Đạm Thủy-Tín Nghĩa (bên ngoài nhà ga) | |
| Đoạn phía Đông                                   | Y42 | Tam Trương Lê               | 三張犁       |                                                                      | |
| ↓Nối đến vườn thú Đài Bắc (sẽ tạo thành “vòng”)↑ |     |                             |              |                                                                      | |

### Nhà ga đang hoạt động

#### Đoạn phía Tây
Đoạn phía Tây của dự án đã hoàn thành và chính thức mở cửa vào ngày 31 tháng 1 năm 2020.
Ga Y07 - Y20 hiện đang hoạt động.

### Nhà ga đang xây dựng
Đoạn phía Bắc và Nam đã được chấp thuận để xây dựng.  Công trình sẽ khởi công vào năm 2021, dự tính hoàn thành vào năm 2029.

#### Đoạn phía Nam
Ga Y01 - Y06 được chấp thuận để xây dựng.

#### Đoạn phía Bắc
Ga  Y21 - Y32 được chấp thuận để xây dựng.

### Ga lên kế hoạch

#### Đoạn phía Đông
Đoạn phía Đông (Y33 - Y42) đang được phê duyệt.